# Selbstbild
Das Selbstbild bezeichnet in der Psychologie die Vorstellung, die jemand von sich selbst hat bzw. macht. Der Begriff des Selbstbildes deckt sich teilweise mit dem Begriff der personalen Identität, bezieht sich aber stärker als dieser auf psychische und stimmungsmäßige Aspekte und unterliegt stärkeren Wandlungen und Schwankungen. Das Selbstbild beruht auf Selbstwahrnehmung; das Fremdbild ist das Bild einer Person, wie es andere von außen wahrnehmen.
Das Selbstbild misst sich am Idealbild, also daran, wie jemand gerne sein möchte. Selbstbild und Idealbild werden im Selbstkonzept (auch: Selbstkonstruktion) zusammengefasst. Im Allgemeinen gilt, dass jeder Mensch ein im Grunde stabiles und positiv kongruentes Selbstbild anstrebt. Am Selbstkonzept wird daher oft gearbeitet, es wird teils nur mit hohem psychischen Aufwand aufrechterhalten oder verändert.

## Funktionen des Selbstbildes
Neben äußeren Einflüssen und Erwartungen ist es das Selbstbild, das in einem gewissen Grade das Denken, Fühlen und Verhalten einer Person steuert. Die Übereinstimmung von Selbstbild und Wunschbild sowie die von Selbstbild und Fremdbild sind wesentliche Voraussetzungen für die Leistungsfähigkeit, die psychische Gesundheit und einem angemessenen Umgang mit Dritten. Je klarer das Selbstbild ist und je besser es mit den Fremdbildern übereinstimmt, desto eindeutiger kann der Unterschied zum Wunschbild gesehen werden. Daraus können dann persönliche Entwicklungsschritte abgeleitet werden.

## Wechselwirkung von Selbstbild und Fremdbild
Das Selbstbild einer Person kann von ihrer (mehr oder weniger realistischen) Vorstellung darüber beeinflusst werden, wie sie von anderen wahrgenommen wird. Umgekehrt wird das Bild, das Fremde von einer Person haben, von deren Selbstbild bzw. Selbstkonzept beeinflusst, welches verbal kommuniziert oder in Form von Mimik oder Habitus nach außen getragen wird. Das Selbstbild wird auch stark durch die Zugehörigkeit zu sozialen Gruppen beeinflusst, die ein eher positives oder negatives Selbstbild haben, z. B. infolge von Privilegierung oder Diskriminierung.

## Feedback als Korrektur
Feedback ermöglicht dem Empfänger, sein Selbstbild mit Fremdbildern zu vergleichen und es gegebenenfalls zu korrigieren. Ein positives Selbstbild wird gefördert durch eine wertschätzende Umgebung. Besonders die Reaktionen von Interaktionspartnern auf Selbstenthüllung, Selbstdarstellung und Selbstoffenbarung einer Person können deren Selbstbild und Selbsterleben stark beeinflussen.

## Dimensionen des Selbstbildes
Das Selbstbild setzt sich aus verschiedenen Dimensionen zusammen:
- kognitive Elemente: Vorstellungen von den eigenen Eigenschaften und dem eigenen Wesen
- emotional-affektive Elemente: Selbstliebe und Antrieb
- wertende Elemente: Selbsteinschätzung und Einstellung zur eigenen Persönlichkeit

Zur kognitiven Dimension des Selbstbildes gehören sowohl die Selbstwahrnehmung der eigenen Person als biographisch geprägter und im Fortgang der Zeit und der verschiedenen gemachten Erfahrungen dennoch mit sich selbst identischer Person (Identität) wie auch das Wissen um den eigenen Charakter, die eigenen Werte, Ideale und Wünsche, Talente und Begabungen, den erreichten sozialen Status, aber auch den eigenen Körper und seine Wirkung auf andere. Das Selbstbild ist aber immer auch mit emotional-affektiven Elementen sowie wertenden Elementen verknüpft, sofern ein Mensch sich selbst, aufgrund seiner Selbstwahrnehmung, mehr oder weniger Selbstliebe und Selbstachtung entgegenbringt und darüber hinaus auch zur Selbstkritik fähig ist. Die auf einem jeweiligen Selbstbild beruhende emotionale und rationale Einstellung zu sich selbst wirkt wiederum auf das eigene Handeln und die eigene Motivation und damit auch auf das Selbstbild zurück.
Zu psychologisch-psychotherapeutischen Zwecken lässt sich das Selbstbild eines Individuums in verschiedenen Kategorien betrachten und klassifizieren:
- Wertigkeit: positiv, negativ, ambivalent (zwiespältig).
- Stabilität: konstante Wertigkeit oder fragil, flüchtig, wechselhaft.
- Kongruenz: Selbst- und Fremdbild sollten innerhalb des Lebensmilieus nicht zu sehr bzw. zu stark voneinander abweichen, um nicht Dauerkonflikte oder Beziehungsprobleme hervorzurufen.